# Alain Marc (homme politique)
Cet article concerne l'homme politique. Pour l'écrivain, voir Alain Marc (écrivain).
Alain Marc, né le 29 janvier 1957 à Paris, est un homme politique français, membre du Parti radical.

## Biographie
Membre du Parti radical valoisien, jeune retraité de la fonction publique, il est élu député de la troisième circonscription de l'Aveyron en 2007 pour la XIIIe législature (2007-2012) et en 2012 pour la XIVe législature (2012-2017) sous l'étiquette de l'Union pour un mouvement populaire. Il est également membre du parti politique Le Chêne de Michèle Alliot-Marie.
Il soutient la candidature de François Fillon pour la présidence de l'UMP lors du congrès d'automne 2012, puis il rejoint son groupe parlementaire, le « Rassemblement-UMP ».
Il est élu sénateur de l'Aveyron le  28 septembre 2014, au cours de son second mandat à l'Assemblée nationale, reprenant, avec l'UDI Jean-Claude Luche, les deux sièges détenus par la gauche. Ils battent l'ancienne ministre de la réforme de l'État Anne-Marie Escoffier (gouvernement Ayrault) dès le premier tour de scrutin. Le recours engagé contre cette élection est rejeté par le Conseil constitutionnel le 18 juin 2015, ouvrant la voie à la convocation des électeurs de la  troisième circonscription de l'Aveyron pour élire un nouveau député.
En mars 2015, il est élu conseiller départemental du canton de Raspes et Lévezou en tandem avec Christel Sigaud-Laury,,.

## Mandats
- 18/03/2001 - 28/03/2004 : Conseiller municipal d'Ayssènes
- depuis 1994 (réélu en 2001 et en 2008) : conseiller général Parti radical de l'Aveyron élu sur le canton de Saint-Rome-de-Tarn
- 2004-2007 : conseiller régional UMP-Parti radical de la région Midi-Pyrénées
- 2007-2014 : député UMP-Parti radical de l'Assemblée nationale
- 2015-2021 : Conseiller départemental du canton de Raspes et Lévezou
- Depuis 2014 : Conseiller municipal d'Ayssènes
- Depuis 2014 : Sénateur de l'Aveyron, membre depuis 2017 du groupe Les Indépendants – République et territoires
- Ancien président de la communauté de communes de la Muse et des Raspes du Tarn

## Travaux parlementaires
Le 20 octobre 2009, Alain Marc et Xavier Breton, député de l'Ain ont remis un rapport sur les évaluations dans l'enseignement primaire. Ce rapport est le résultat d'une mission confiée aux deux députés à la suite des nombreuses critiques adressées aux évaluations nationales ayant eu lieu dans les classes de CE1 et de CM2 au cours de l'année scolaire 2008-2009. Les deux députés préconisent une meilleure association de la communauté éducative à l'organisation des évaluations, une clarification de l'objectif des évaluations et une amélioration de leur contenu, ainsi que la mise en place progressive d'une véritable culture de l'évaluation en France.
À sa fondation en 2025, il devient vice-président de l'Association des amis du Félibrige au Sénat.